# 1984 en arts plastiques
| Années des arts plastiques : 1981 - 1982 - 1983 - 1984 - 1985 - 1986 - 1987    |
| Décennies des arts plastiques : 1950 - 1960 - 1970 - 1980 - 1990 - 2000 - 2010 |

Cette page concerne l'année 1984 en arts plastiques.

## Événements
- Inauguration du Musée d'art contemporain de Lyon, souvent abrégé en « MAC de Lyon ».

## Naissances
- Christiaan Conradie, peintre sud-africain.
- Fred Jourdain, dessinateur, peintre et lithographe canadien.

## Décès
- 8 janvier : Violette Goehring, peintre et sculptrice suisse (° 28 février 1900),
- 24 janvier : Pierre De Maria, peintre franco-suisse (° 24 juin 1896),
- ? janvier : Virgilio Guidi, peintre et essayiste italien (° 4 avril 1891),
- 26 février : Manuel Cabré, peintre vénézuélien (° 25 janvier 1890),
- 1er mars : Simone Colombier, peintre française (° 1er mai 1903),
- 15 mars : José Palmeiro, peintre espagnol (° 19 août 1903),
- 16 mars : Kayō Yamaguchi, peintre japonais (° 3 octobre 1899),
- 23 mars : Élisabeth Bardon, peintre, graveuse et illustratrice française (° 3 juillet 1894),
- 27 mars : Enrico Campagnola, sculpteur et peintre italien (° 1er août 1911),
- 21 avril : Marcel Janco, peintre et architecte juif roumain (° 24 mai 1895),
- 23 avril : Roland Penrose, peintre photographe et poète anglais (° 14 octobre 1900),
- 30 avril : Boris Borvine Frenkel, peintre et graveur polonais (° 24 septembre 1895),
- 3 mai : Werner vom Scheidt, peintre et graveur allemand (° 18 novembre 1894),
- 5 mai : Gustave Singier, peintre, graveur et lithographe non figuratif français d'origine belge (° 11 février 1909),
- 14 mai : Jean Bréant, peintre français (° 17 février 1922),
- 5 juin : Camille Guillon, peintre, décorateur et ornemaniste français (° 31 décembre 1904),
- 22 juin : Jean Hugo, peintre, décorateur de théâtre, illustrateur de mode et écrivain français (° 19 novembre 1894),
- 23 juin : Alexander Semionov, peintre russe soviétique (° 18 février 1922),
- 29 juin : Pierre Lelong, peintre français (° 24 mars 1908),
- 13 juillet : Jean-Marie Rückebusch, peintre aquarelliste français (° 20 juillet 1916),
- 22 juillet : Giánnis Gaḯtis, peintre et sculpteur grec (° 4 mars 1923),
- 2 août : Rémy Duval, photographe puis peintre français (° 16 juillet 1907),
- 29 août : Cyril Bouda, peintre austro-hongrois puis tchécoslovaque (° 14 novembre 1901),
- 3 septembre : Albert-Edgar Yersin, graveur, peintre, dessinateur et illustrateur suisse (° 5 septembre 1905),
- 13 septembre : Lois White, peintre néo-zélandaise (° 2 novembre 1903),
- 15 septembre : Camille Fleury, peintre, sculpteur, vitrailliste et créateur de tapisserie français (° 30 juin 1914),
- 26 septembre : Antonio Bueno, peintre italien d'origine espagnole (° 21 juillet 1918),
- 4 octobre : André Maire, peintre français (° 28 septembre 1898),
- 19 octobre : Henri Michaux, peintre et poète français d'origine belge (° 24 mai 1899),
- 29 octobre : André Mériel-Bussy, peintre et graveur français (° 11 janvier 1902),
- 6 novembre : Mor Faye, peintre abstrait sénégalais (° 26 mars 1947),
- 14 novembre : Robert Heitz, administrateur, homme politique, écrivain, critique d'art, peintre et résistant français  (° 3 août 1895),
- 22 novembre : Nguyen Phan Chanh, peintre vietnamien (° 21 juillet 1892),
- 1er décembre : Roelof Frankot, peintre néerlandais (° 25 novembre 1911),
- 19 décembre : Sakubei Yamamoto, mineur, peintre et illustrateur autodidacte japonais (° 17 mai 1892),
- 21 décembre : Robert Lesbounit, dessinateur, peintre, sculpteur et enseignant français (° 26 décembre 1904),
- 25 décembre : Anna Quinquaud, sculptrice française (° 5 mars 1890),
- ? :
  - Odette Bruneau, peintre et sculptrice française (° 27 septembre 1891),
  - Thérèse Clément, peintre de paysages et de marines française (° 11 décembre 1889),
  - Philippe Dauchez, peintre français (° 1900),
  - Yves Dieÿ, peintre figuratif français (° 1892)
  - Imoto Atsushi, artiste sculpteur japonais (° 1915),
  - Louis Fernez, peintre français (° 1900),
  - Boris Borvine Frenkel, peintre polonais (° 1895).